# Sigwin (Speyer)
Sigwin regierte als Bischof von Speyer ca. 709 bis 725. In der offiziellen Zählung der Speyerer Bischöfe rangiert er als Nr. 7.
Sigwin wird in der ältesten Speyerer Bischofsliste, die zwischen 1078 und 1088 in der Abtei Schäftlarn entstand, unter dem Namen „Sigiwin“ und an der korrekten 7. Stelle geführt.
Laut Jakob Baumann (Der Pilger, 1906) gibt es über ihn – ebenso wie über den Vorgänger Atto  keinerlei Urkunden und man kennt ihn lediglich dem Namen nach aus der besagten Bischofsliste bzw. der Überlieferung. Auch die anderen vorliegenden Quellen sagen über Sigwin nichts weiter aus als seine vermutlichen Regierungsdaten.
Sigwins Pontifikat fällt jedoch in die Zeit des Niederganges der Merowinger. Ständige Kriege unter sich und mit den Nachbarreichen schwächten Herrscher und Untertanen. An Stelle der Könige regierten hauptsächlich deren Stellvertreter oder Hausmeier, wie  Pippin der Mittlere († 714), und Karl Martell († 741). Sie leiteten den Aufstieg des Geschlechtes der Karolinger ein. Die Hausmeier der letzten merowingischen Schattenkönige kümmerten sich weniger um Religion, Sitte und Kultur, als um Befestigung ihrer Hausmacht und Straffung der Organisation ihrer Reiche. Sie spannten die Kirche und ihre Vertreter nicht selten zu ihren politischen Zwecken ein und brachten teilweise ihre Günstlinge auf die Bischofssitze, manchmal ebenso kriegerisch und weltlich gesinnt, wie sie selbst.
In diese Zeit gegen Ende der Regierungszeit Bischof Sigwins fällt gleichzeitig der Beginn der Tätigkeiten des Hl. Philipp von Zell, des Hl. Pirminius und des Hl. Bonifatius, die einen Gegenpol zu jenem sittlich-religiösen Niedergang bilden. Ihre Belebung des christlichen Glaubens in Deutschland war so tiefgreifend und nachhaltig, dass man Pirminius den Apostel Südwestdeutschlands nennt und Bonifatius den „Apostel der Deutschen“. Pirminius wurde auch im Speyerer Diözesangebiet aktiv, wo die Stadt Pirmasens seinen Namen trägt. Philipp von Zell wirkte ausschließlich im Gebiet des heutigen Bistums Speyer und ist der Patron der Nordpfalz. Dort erinnert der Ort Zellertal und speziell dessen Ortsteil Zell an ihn und seine Verehrung ist bis heute lebendig.          